# Милан Миросављев
Милан Миросављев (Сомбор, 24. априла 1995) српски је фудбалер који тренутно наступа за Железничар из Панчева.

## Каријера
Миросављев је рођен 1995. године у Сомбору, а одрастао у Сивцу, селу које припада кулској општини, где је и почео да игра фудбал. Са шест година старости је приступио локалном Полету где је тренирао наредне четири године, до преласка у кулски Хајдук. Ту је прошао читаву омладинску школу, док је у Квалитетној лиги Војводине за кадете за сезону 2011/12. био најбољи стрелац са 30 постигнутих погодака. Недуго затим, лета 2012. потписао је трогодишњи стипендијски уговор са клубом. У Суперлиги Србије дебитовао је током такмичарске 2012/13. Миросављев је до истека важења стипендијског уговора био члан Хајдука, те је играо на позајмицама у Долини из Падине и Братству из Пригревице. Као бонус играч у Српској лиги Војводине, он је током такмичарске 2014/15. био стрелац 10 погодака на 29 одиграних утакмица.
Миросављев је, затим, приступио новосадском Пролетеру, где се задржао до краја 2015, после чега је отишао у подгоричку Будућност. Након тога се вратио у Пролетер и ту провео читаву такмичарску 2016/17, а затим је потписао за Војводину. За клуб је дебитовао у реванш сусрет првог кола квалификација са словачким представником Ружомбероком, после ког је Војводина елиминисана из даљег такмичења. Недуго затим, средином августа поново се вратио се у Пролетер. Са екипом Пролетера освојио је прво место на табели Прве лиге Србије за такмичарску 2017/18, док је исте сезоне поделио место на челу листе стрелаца са Закаријом Сураком из врањског Динама.
Током првог дела календарске 2019. наступао је за Иртиш из Павлодара. Наступајући за Пролетер у Суперлиги Србије, Миросављев је последњег дана октобра 2018, против Динама у Врању, постигао 7000. погодак у Суперлиги Србије од оснивања тог такмичења. У јуну 2021. Миросављев је потписао за Лијепају. После неколико месеци које је провео у Албанији као члан Партизанија из Тиране, потписао је за Младост из Новог Сада. Уписао је по гол и асистенцију у победи на гостовању Раднику у Сурдулици, те је уврштен у тим 1. кола Суперлиге Србије за сезону 2022/23. На крају летњег прелазног рока 2022. Миросављев је прешао у састав Железничара из Панчева.

## Статистика

### Клупска
Ажурирано 30. октобра 2022.
|                                 |          |                          |     |    |    |   |   |   |   |   |     |    |  |  |
| Хајдук Кула                     | 2012/13. | Суперлига Србије         | 8   | 0  | 0  | 0 | — | — | — | — | 8   | 0  |  |  |
|                                 |          |                          |     |    |    |   |   |   |   |   |     |    |  |  |
| Долина Падина (позајмица)       | 2013/14. | Прва лига Србије         | 9   | 0  | —  | — | — | — | — | — | 9   | 0  |  |  |
|                                 |          |                          |     |    |    |   |   |   |   |   |     |    |  |  |
| Братство Пригревица (позајмица) | 2014/15. | Српска лига Војводина    | 29  | 10 | —  | — | — | — | — | — | 29  | 10 |  |  |
|                                 |          |                          |     |    |    |   |   |   |   |   |     |    |  |  |
| Пролетер Нови Сад               | 2015/16. | Прва лига Србије         | 15  | 2  | 1  | 0 | — | — | — | — | 16  | 2  |  |  |
|                                 |          |                          |     |    |    |   |   |   |   |   |     |    |  |  |
| Будућност Подгорица             | 2015/16. | Прва лига Црне Горе      | 5   | 0  | —  | — | — | — | — | — | 5   | 0  |  |  |
|                                 |          |                          |     |    |    |   |   |   |   |   |     |    |  |  |
| Пролетер Нови Сад               | 2016/17. | Прва лига Србије         | 23  | 9  | 0  | 0 | — | — | — | — | 23  | 9  |  |  |
|                                 |          |                          |     |    |    |   |   |   |   |   |     |    |  |  |
| Војводина                       | 2017/18. | Суперлига Србије         | 0   | 0  | —  | — | 1 | 0 | — | — | 1   | 0  |  |  |
|                                 |          |                          |     |    |    |   |   |   |   |   |     |    |  |  |
| Пролетер Нови Сад               | 2017/18. | Прва лига Србије         | 28  | 16 | 0  | 0 | — | — | — | — | 28  | 16 |  |  |
| Пролетер Нови Сад               | 2018/19. | Суперлига Србије         | 18  | 5  | 0  | 0 | — | — | — | — | 18  | 5  |  |  |
|                                 |          |                          |     |    |    |   |   |   |   |   |     |    |  |  |
| Иртиш Павлодар (позајмица)      | 2019.    | Премијер лига Казахстана | 11  | 0  | 0  | 0 | — | — | — | — | 11  | 0  |  |  |
|                                 |          |                          |     |    |    |   |   |   |   |   |     |    |  |  |
| Пролетер Нови Сад               | 2019/20. | Суперлига Србије         | 27  | 6  | 2  | 0 | — | — | — | — | 29  | 6  |  |  |
| Пролетер Нови Сад               | 2020/21. | Суперлига Србије         | 36  | 8  | 0  | 0 | — | — | — | — | 38  | 8  |  |  |
| Пролетер Нови Сад               | Укупно   | Укупно                   | 147 | 46 | 3  | 0 | — | — | — | — | 150 | 46 |  |  |
|                                 |          |                          |     |    |    |   |   |   |   |   |     |    |  |  |
| Лијепаја                        | 2021.    | Прва лига Летоније       | 11  | 2  | 4  | 1 | 4 | 0 | — | — | 19  | 3  |  |  |
|                                 |          |                          |     |    |    |   |   |   |   |   |     |    |  |  |
| Партизани Тирана                | 2021/22. | Суперлига Албаније       | 8   | 1  | 2  | 0 | — | — | — | — | 10  | 1  |  |  |
|                                 |          |                          |     |    |    |   |   |   |   |   |     |    |  |  |
| Младост Нови Сад                | 2022/23. | Суперлига Србије         | 10  | 2  | —  | — | — | — | — | — | 10  | 2  |  |  |
|                                 |          |                          |     |    |    |   |   |   |   |   |     |    |  |  |
| Железничар Панчево              | 2022/23. | Прва лига Србије         | 8   | 2  | 1  | 0 | — | — | — | — | 9   | 2  |  |  |
|                                 |          |                          |     |    |    |   |   |   |   |   |     |    |  |  |
| Каријера                        | Каријера | Каријера                 | 246 | 63 | 10 | 1 | 5 | 0 | — | — | 261 | 64 |  |  |
|                                 |          |                          |     |    |    |   |   |   |   |   |     |    |  |  |

## Трофеји и награде

### Клупски
Пролетер Нови Сад
- Прва лига Србије : 2017/18.[33]

### Појединачно
- Најбољи стрелац Прве лиге Србије за сезону 2017/18. (признање поделио са Закаријом Сураком)[34]